# Ludus Dacicus
O Ludus Dacicus ou Escola de Treino de Gladiadores Dácia era uma das quatro escolas de treino de gladiadores (ludi) na Roma Antiga. Foi fundada por Domiciano (r. 81 - 96 d.C.), completada por Trajano (r. 98 - 117 d.C.), e era usada para treinar gladiadores escolhidos entre os prisioneiros dácios tomados por ambos os imperadores nas suas Guerras Dácias. Ela estava localizada a leste do Coliseu, nas encostas do Monte Célio.

## História
Os prisioneiros dácios foram capturados muitas vezes pelos romanos e muitas vezes foram forçados a lutar nas arenas. Dião Cássio menciona que por volta de 31 a.C., após a Batalha de Áccio, onde o rei dácio Dicomes ajudou Marco António, Augusto tomou os dácios prisioneiros e os fez lutar na arena como gladiadores, contra cativos Suevos, um espectáculo que durou muitos dias sem interrupção. 